# 5-HT3
5-HT3-рецептор, сокр. 5-HT3 — подтип серотониновых рецепторов, который относится к суперсемейству цис-петлевых лиганд-зависимых ионных каналов (ионотропных рецепторов) и поэтому структурно и функционально отличается от всех других рецепторов 5-HT-рецепторов (5-гидрокситриптамина или серотонина), которые являются рецепторами, сопряжённые с G-белком (GPCR). 5-HT3 представляет собой селективный катионный канал, он обеспечивает деполяризацию и возбуждение нейронов в центральной и периферической нервной системе.
Как и в случае других лиганд-управляемых ионных каналов, рецептор 5-HT3 состоит из пяти субъединиц, расположенных вокруг центральной ионопроводящей поры, которая проницаема для ионов натрия (Na+), калия (K+) и кальция (Ca2+). Связывание нейромедиатора 5-гидрокситриптамина (серотонина) с рецептором 5-HT3 открывает канал, что, в свою очередь, приводит к возбуждающему ответу в нейронах (потенциалу действия). 5-HT3-рецепторы имеют незначительную проницаемость для анионов. По структуре они наиболее гомологичны с никотиновыми рецепторами ацетилхолина.

## История открытия
Идентификация 5-НТ3-рецептора не проводилась до 1986 года, в связи с отсутствием селективных фармакологических средств. Однако, как только было установлено, что данный рецептор играет заметную роль в рвоте, вызванной химиотерапией и радиотерапией, и сопутствующее развитие селективных антагонистов рецептора 5-HT3 для подавления этих побочных эффектов вызвало большой интерес со стороны фармацевтической промышленности и, как следствие, быстро последовала идентификация 5-HT3-рецепторов в клеточных линиях и нативных тканях.

## Структура

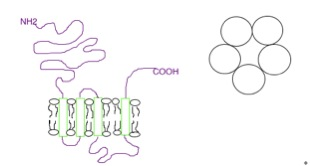
Рисунок 1. Субъединицы рецептора собраны в виде пентамера (справа), и каждая субъединица имеет четыре трансмембранных домена (слева).

Функционально ионный канал может состоять из пяти идентичных субъединиц 5-HT3A (гомопентамерных) или в совокупности из 5-HT3A и одной из четырёх других (гетеропентамерных) субъединиц — 5-HT3B, 5-HT3C, 5-HT3D или 5-HT3E. Похоже, что только субъединицы 5-HT3A образуют функциональные гомопентамерные каналы. Все другие подтипы субъединиц должны гетеропентамеризоваться с субъединицами 5-HT3A, чтобы сформировать функциональные каналы. Кроме того, в настоящее время не обнаружено каких-либо фармакологических различий между гетеромерными 5-HT3AC, 5-HT3AD, 5-HT3AE и гомомерным рецептором 5-HT3A. N-концевое гликозилирование рецепторных субъединиц является критическим для сборки субъединиц и переноса их к плазматической мембране нейронов. Субъединицы окружают центральный ионный канал псевдосимметричным образом (рисунок 1). Каждая субъединица содержит внеклеточный N-концевой домен, который содержит ортостерический сайт связывания лиганда; трансмембранный домен, состоящий из четырёх взаимосвязанных альфа-спиралей (M1-M4) с внеклеточной петлей M2-M3, вовлеченной в механизм стробирования; большой цитоплазматический домен между спиралями М3 и М4, участвующий в перемещении и регуляции рецепторов; и короткий внеклеточный С-конец (рисунок 1). В то время как внеклеточный домен является сайтом действия агонистов и конкурентных антагонистов, трансмембранный домен содержит центральную ионную пору, рецепторный затвор и селективный фильтр, который позволяет ионам пересекать клеточную мембрану.

## Ген
Ген 5-HT3-рецептора человека локализован в 11-й хромосоме (локус 11q23.1-q23.2). Структурно сходен с геном мыши, который имеет 9 экзонов, размер ~ 13 кб. Четыре из его интронов находятся точно в том же положении, что и интроны в гомологичном гене α7-ацетилхолинового рецептора, что чётко подтверждает их эволюционную связь. Также были идентифицированы дополнительные гены, которые кодируют субъединицы 5-HT3-рецептора. HTR3A и HTR3B гены, кодирующие соответственно субъединицы 5-HT3A и 5-HT3B и, кроме того, гены HTR3C, HTR3D и HTR3E, кодирующие субъединицы 5-HT3C, 5-HT3D и 5-HT3E. Гены HTR3C и HTR3E, по-видимому, при экспрессии не образуют функциональных гомомерных каналов, однако, при совместной экспрессии с HTR3A они образуют гетеромерный комплекс с пониженной или повышенной эффективностью серотонина. Патофизиологическая роль данных дополнительных субъединиц ещё не определена.

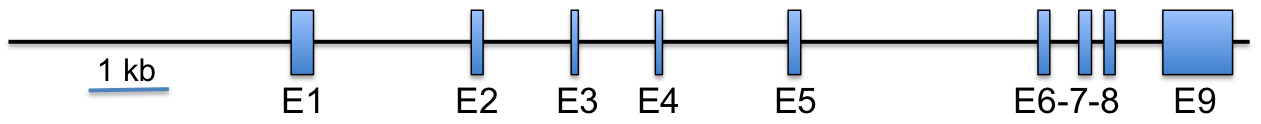
Рисунок 2. Структура мышиного 5-HT_{3}-рецепторного гена, видны 9 экзонов (E1-E9), соответствующими экзонам, показанным в кДНК ниже. 5'-концы экзонов 2, 6 и 9 имеют альтернативные сайты сплайсинга. Рисунок нарисован в масштабе. Модифицирован после Uetz et al. 1994.

Экспрессия. Гены, кодирующие 5-HT3C, 5-HT3D и 5-HT3E субъединицы, имеют тенденцию к периферическому ограниченному типу экспрессии с высоким уровнем в кишечнике. Например, в двенадцатиперстной кишке и желудке человека количество мРНК 5-HT3C и 5-HT3E может быть больше, чем 5-HT3A и 5-HT3B.
Полиморфизм. У пациентов, получающих химиотерапевтические препараты, определённый полиморфизм гена HTR3B может предсказать успешное антиэметическое (противорвотное) лечение. Это может указывать на то, что 5-HTR3B субъединицу рецептора возможно использовать в качестве биомаркера эффективности противорвотных препаратов.

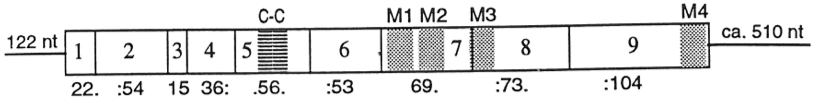
Рисунок 3. Последовательность кДНК мышиного 5НТ_{3}-рецептора. КДНК кодирует 122 нуклеотидов 5'-UTR и ~ 510 нуклеотидов 3'-UTR. Боксы указывают экзоны, а числа под экзонами указывают их длину. Например, первый экзон кодирует 22 аминокислоты плюс один нуклеотид, принадлежащий расщеплённому кодону, с другими 2 нуклеотидами, кодируемыми следующим экзоном. М1-4 соответственно обозначают трансмембранные спирали, а C-C обозначает цистеиновую петлю. Модифицирован после Uetz et al. 1994.

## Распределение в организме
5-HT3-рецептор экспрессируется по всей центральной и периферической нервной системе и опосредует различные физиологические функции. На клеточном уровне было показано, что постсинаптические 5-HT3-рецепторы опосредуют быструю возбуждающую синаптическую передачу в неокортикальных интернейронах крыс, миндалине и гиппокампе, а также в зрительной коре хорька . 5-HT3-рецепторы также присутствуют на пресинаптических нервных окончаниях. Существуют также неубедительные доказательства участия данных рецепторов в модуляции высвобождения нейромедиаторов.

## Проявляемые эффекты
При активации рецептора агонистами происходит открытие катионного канала, что приводит к следующим эффектам:
- В ЦНС: возбуждение центра тошноты и рвоты в стволе головного мозга, тревожность[23], склонность к судорогам[24], преноцицепция[25][26].
- В ПНС: возбуждение нейронов (происходит в вегетативных, ноцицептивных нейронах), рвота[23].

## Эффекторы
К эффекторам 5-HT3-рецепторов относятся биологически активные молекулы — лиганды, способные влиять на функции данных белков, активируя или ингибируя их.

### Агонисты
Агонисты рецептора включают в себя:
- Цереулид
- 2-метил-5-НT
- Альфа-метилтриптамин
- Буфотенин
- Хлорофенилбигуанид[23]
- Этиловый спирт
- Ибогаин
- Фенилбигуанид
- Квипазин
- RS-56812: мощный и селективный частичный агонист 5-HT3, селективность в 1000 раз выше по сравнению с другими рецепторами серотонина
- SR-57227
- Варениклин[27]
- YM-31636[28]

### Антагонисты
Антагонисты рецептора (отсортированные по их соответствующему терапевтическому применению) включают:
Противорвотные:
- AS-8112
- Гранисетрон[23]
- Ондансетрон
- Трописетрон[23]

Гастрокинетики:
- Алосетрон
- Батаноприд
- Метоклопрамид (антагонизм проявляется в высоких дозах)
- Рензаприд
- Закоприд
- М1, основной активный метаболит мосаприда

Антидепрессанты:
- Миансерин
- Миртазапин
- Вортиоксетин

Антипсихотики:
- Клозапин
- Оланзапин
- Кветиапин

Противомалярийные средства:
- Хинин
- Хлорохин
- Мефлохин

Другие:
- 3-тропанил-индол-3-карбоксилат
- Ламотриджин (средство против эпилепсии и биполярного расстройства)
- Мемантин (средство для лечения пациентов со средней и тяжёлой степенью болезни Альцгеймера)
- Ментол[29]
- Туйон

## Положительные аллостерические модуляторы
Аллостерические модуляторы не являются агонистами рецептора, однако, они увеличивают сродство или эффективность рецепторов к молекулам эффектора (агониста), посредством активации аллостерической области, отдалённой от сайтов связывания лигандов:
Производные индола:
- 5-Хлориндол[30]

Органические анестетики с малой молекулярной массой:
- Этанол[31]
- Хлороформ[32]
- Галотан[32]
- Изофлуран[32]

## Внешние ссылки
- MeSH 5-HT3+Receptor